# Marc Emili Paulus (cònsol 255 aC)
Marc Emili Paulus (en llatí: Marcus Aemilius M. f. L. n. Paullus) va ser un magistrat romà. Era fill de Marc Emili Paulus (cònsol 302 aC) i formava part de la gens Emília, de la branca dels Emili Paulus.
Va ser elegit cònsol l'any 255 aC juntament amb Servi Fulvi Petí Nobílior, en plena Primera Guerra Púnica. Al començament del seu període Marc Atili Règul havia estat derrotat a Àfrica pels cartaginesos i les restes del seu exèrcit estaven assetjats a Clipea. El senat va enviar a la zona als dos cònsols amb una flota d'almenys tres-cents vaixells per recollir als sobrevivents. Després de reduir Cossura els romans es van trobar amb la flota cartaginesa prop del cap Hermaeus i la van derrotar, amb fortes pèrdues pels púnics. Els cònsols van desembarcar a Clipea, però com que anaven curts de provisions, van retornar cap a Sicília: Era el mes de juliol i els pilots dels vaixells van advertir que s'havia d'evitar la costa sud de l'illa que era perillosa per mor dels vents. Els cònsols van desestimar l'advertència i la flota va ser sorpresa per una forta tempesta que va destruir la major part de les naus i va omplir de cadàvers la costa entre Camarina i Paquinos. Els dos cònsols es van salvar, i l'any següent, com a procònsols, van celebrar el triomf enfosquit per aquesta desgràcia.